# Ducati Supersport
Le Ducati SuperSport (note anche come Ducati SS) sono una serie di modelli di motocicletta prodotti dalla casa motociclistica bolognese Ducati a partire dal 1988, dotate di motori bicilindrici derivati dalla precedente serie Pantah. Il nome si rifà a quello della Ducati 750 Super Sport a "carter tondi" del 1973 e a quello delle successive 750 e 900 Super Sport a "carter squadrati" del 1975 e alla Pantah SS. Della serie SuperSport fa parte anche la SuperLight da 900 cm³ del 1992.

## Le origini (1972–1981)

### 200 Miglia di Imola, 1972

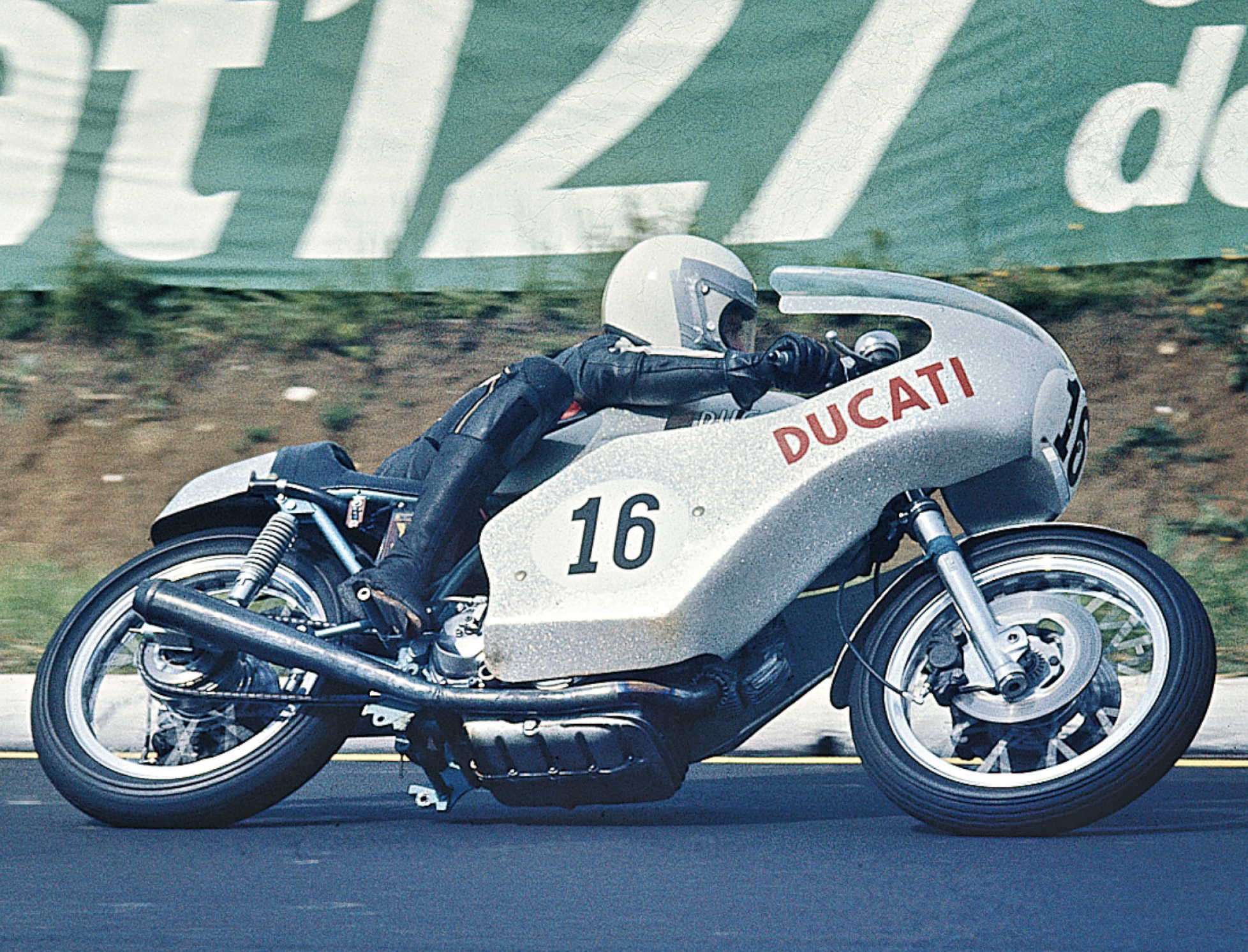
Paul Smart su Ducati 750 Sport alla vittoriosa prima edizione della 200 Miglia di Imola (1972)

Tutte le Ducati moderne, e tra di esse la serie SuperSport, traggono le loro origini dalla storica "doppietta" di Paul Smart e Bruno Spaggiari in sella a due 750 Sport a distribuzione desmodromica nella prima edizione della 200 miglia di Imola disputatasi nel 1972, una gara riservata alle derivate di serie di grossa cilindrata, l'equivalente europeo della prestigiosa 200 Miglia di Daytona. Il circuito di Imola, allora priva di qualsiasi chicane, era un tracciato veloce che premiava la maneggevolezza della moto alle alte velocità piuttosto che la sua potenza e l'accelerazione. Il capo progettista Fabio Taglioni realizzò le moto da corsa per i suoi piloti partendo da motore e telaio della 750 GT e l'aver ottenuto i primi due posti sul podio in quella gara fece entrare di colpo la Ducati nel novero delle case produttrici di superbike.

### La 750 Super Sport prima serie (1973-1974)
Il primo, ridotto, della 750 Super Sport vide la luce nel 1973 e fu basato sulle preesistenti 750 Sport e 750 GT, a cui venne aggiunta una carenatura ripresa dalle forme di quella adottata dalle moto scese in pista alla 200 miglia. Il telaio era verniciato con la stessa tonalità di verde e le sovrastrutture erano di colore argento, con il serbatoio di vetroresina che presentava una fascia verticale non verniciata, in modo da permettere la verifica "a vista" del livello del carburante residuo.
Fu però il 1974 a segnare l'entrata a regime della produzione della 750 SS. Quell'anno furono prodotte solo 401 esemplari della moto, ma esse si fecero notare per essere delle moto da corsa con concessioni minime per l'uso su strada, solo il necessario per ottenere l'omologazione. I costi di produzione del complesso bicilindrico desmodromico "a coppie coniche" caratterizzato dai "carter tondi", però, ne resero antieconomica la produzione. Nonostante ciò, essa è considerata uno dei modelli più significativi della produzione Ducati in quanto a quel tempo offriva i massimi livelli di maneggevolezza e prestazioni di tutta la concorrenza e salvò l'azienda dal fallimento.

### La Super Sport seconda serie (1975–1981)

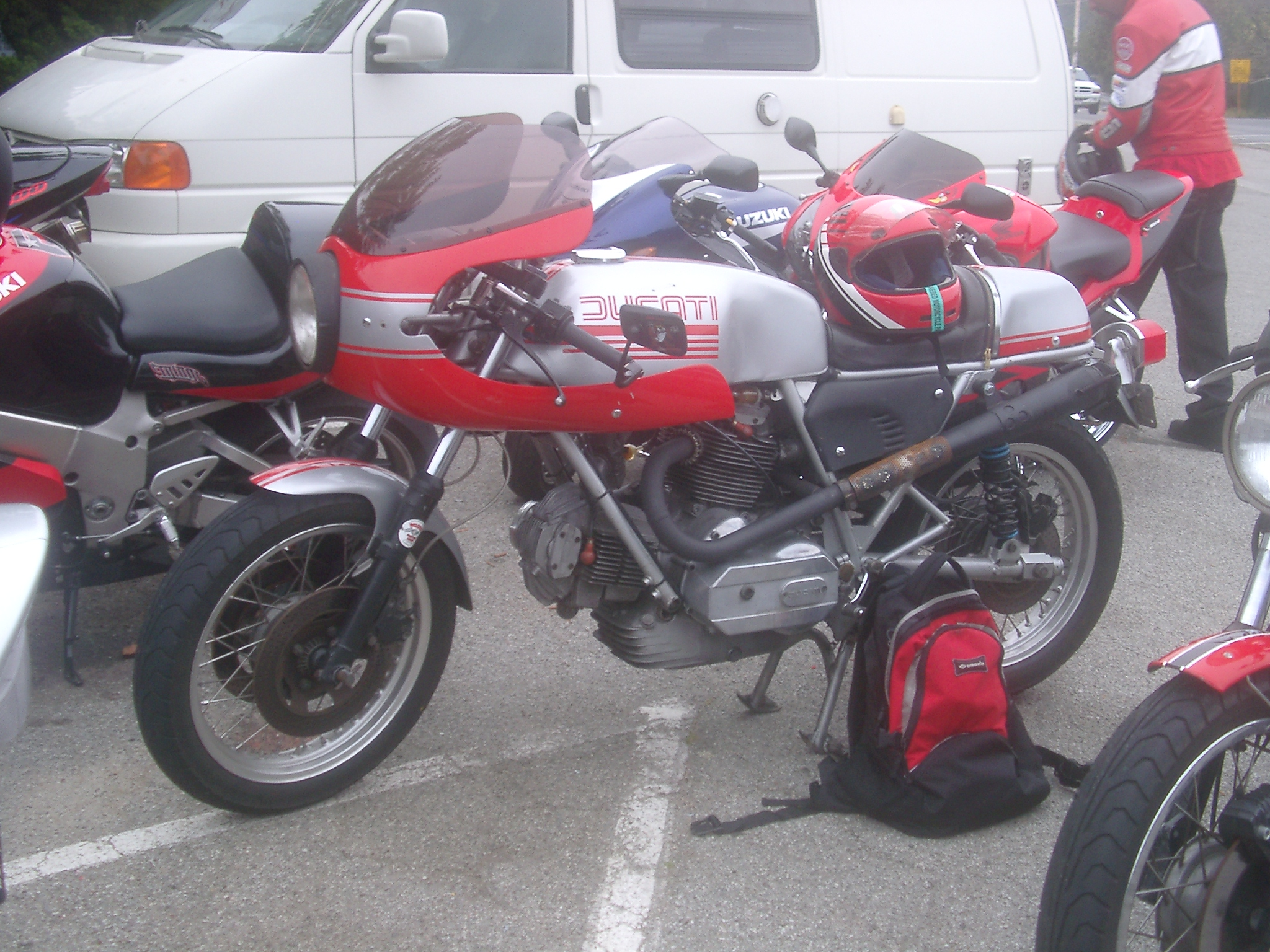
Square Case Ducati Super Sport

A partire dal 1975 vennero commercializzate due nuove versioni della Super Sport, che sostituirono la 750 a "carter tondi": basate sul nuovo motore da 864 cm³ della Ducati 860 GT caratterizzato dai "carter squadrati", esse furono denominate 900 Super Sport e 750 Super Sport (con il motore dalla cilindrata ridotta). Virtualmente identiche, ne furono prodotte 250 esemplari per ognuna delle versioni, con gli acquirenti che preferirono per lo più la versione col motore più grosso, mentre la 750 veniva acquistata da coloro che l'avrebbero usata nelle competizioni riservate alle moto di quella cilindrata. Fu in seguito affiancata nel listino dalla Mike Hailwood Replica e sostituita nel 1982 dalla Ducati 900 S2.

## Le SuperSport/SS moderne (1988–2007)

### SuperSport prima serie (1988-1998)
Dopo un primo tentativo effettuato con la Ducati 750 Sport del 1988, che accoppiava il telaio della 750 F1 del 1985 al motore della Ducati Paso 750 raffreddato ad aria e dotato di un singolo carburatore Weber doppio corpo posizionato in mezzo ai cilindri, si dovette aspettare per il vero rilancio delle "SS", in quanto la moto era affetta da problemi di carburazione, fragilità del forcellone e problemi di assetto legati alle ruote da 16".

Presentata nel 1988, anche la Ducati SuperSport era dotata di un motore bicilindrico desmodromico a due valvole raffreddato ad aria e derivato dalla serie Pantah. Denominato "Desmodue" e con una cilindrata di 904 cm³, aveva il monoblocco derivato da quello della più prestazionale 851, con relativo cambio a sei rapporti, e un telaio a traliccio di tubi, nella migliore tradizione della Casa. Fu affiancata dalla più economica 750 SuperSport, che conservava il motore della Paso 750 (con cambio a cinque rapporti) e aveva un solo disco anteriore. In seguito al restyling del 1991 il nome della motocicletta fu contratto da 900/750 SuperSport a 900/750 SS, fu ridisegnata la carenatura e furono adottati molti altri componenti provenienti dalla 851, in primis l'impianto frenante.

#### Le SuperSport piccole: 350SS/400SS/600SS
Le Ducati 350SS, Ducati 400SS e Ducati 600SS erano delle motociclette sportive dedicate ai mercati italiano e giapponese. I modelli 350cc/400cc furono prodotti per andar incontro a specifiche normative relative alle patenti, che in Giappone (400 cm³) e in Italia (350 cm³) limitavano l'accesso alle moto di maggior cilindrata ai neopatentati. Il modello 600SS fu lanciato nel 1994 per completare la gamma con un modello di cilindrata intermedia senza eccessive spese di sviluppo. Esteticamente non differivano molto dalle moto di cilindrata superiore
Tutti e tre i modelli erano derivati dalla 750 SS, di cui conservavano il telaio e molti altri componenti. Le maggiori differenze consistevano nello scarico 2-in-1, nel freno anteriore a disco singolo e nella possibilità di avere la semicarenatura.

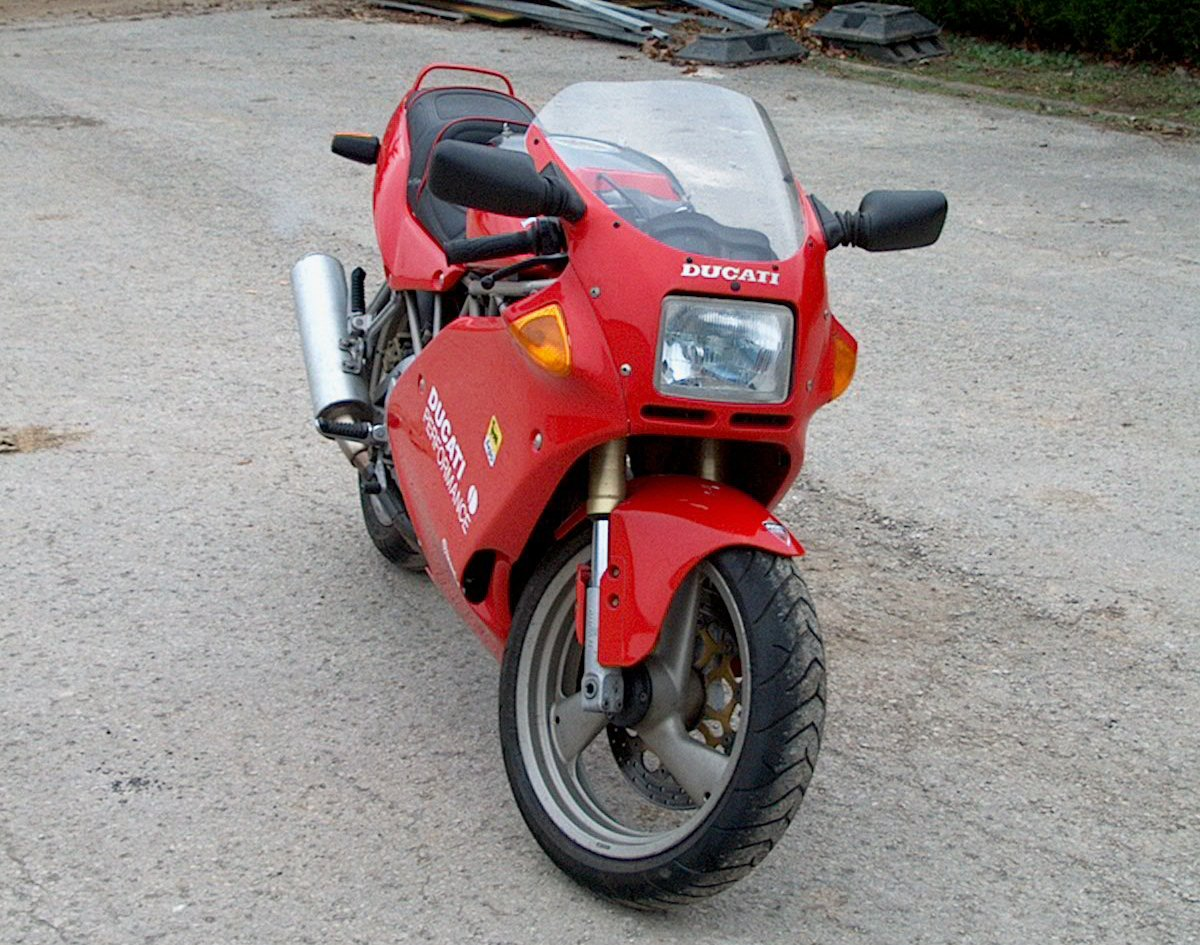
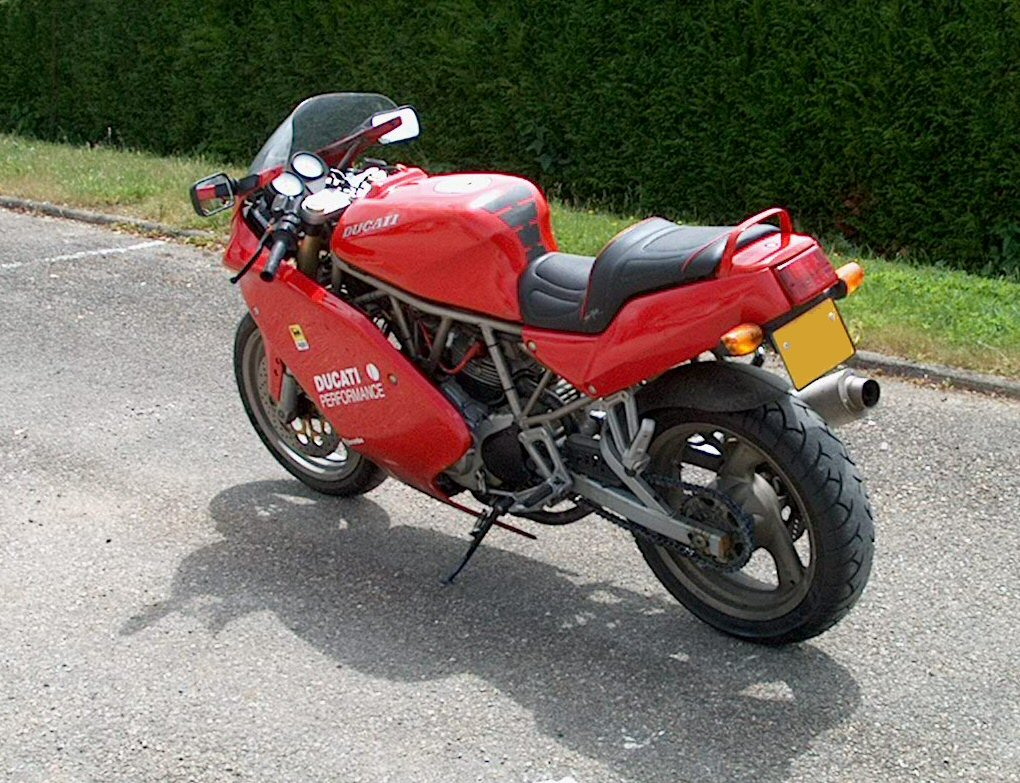
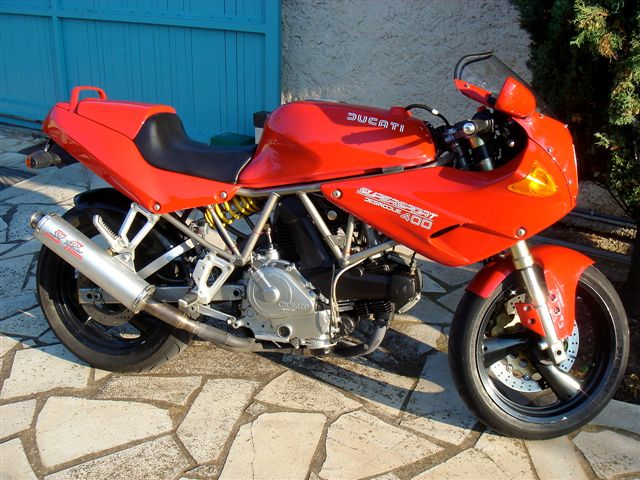

#### Ducati SuperLight
La 900 SuperLight apparve nel 1992 come edizione numerata della SuperSport. Caratterizzata da scarichi rialzati, coperchio della frizione con fori di ventilazione, dischi flottanti anteriori della Brembo, particolari in fibra di carbonio, cerchi Marvic alleggeriti. Le successive edizioni rinunciarono a molti di questi equipaggiamenti speciali, differenziandosi sempre meno dalla 900 SuperSport di serie.

### SuperSport seconda serie (1998–2007)

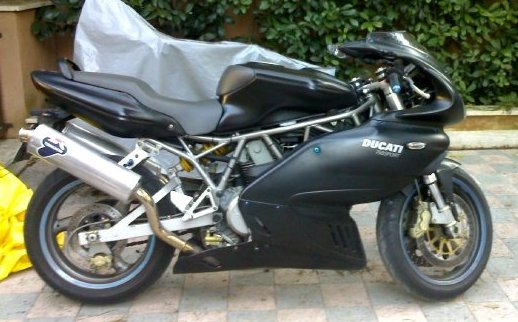
Una "Ducati 750 Sport" del 2002

Nel 1998 la serie Supersport fu sottoposta a un profondo restyling, con la nuova carenatura disegnata da Pierre Terblanche che si ispirava a quella della Ducati Supermono da corsa e l'introduzione dell'iniezione elettronica. La SS era disponibile sia col motore da 750 cm³ che con quello da 900 cm³, sia con carenatura integrale che parziale ed era prevista anche le più economiche versioni Sport. Nel 2003 la gamma fu rimodulata con le nuove 620 cm³, 800 cm³ e 1000 cm³ che sostituivano le vecchie 900 e 750.
Nel 2007 la produzione cessò, lasciando spazio alla serie Ducati SportClassic (di cui fa parte la Paul Smart 1000LE), una famiglia di moto dall'estetica ispirata alle moto sportive degli anni settanta .

### Sport e Supersport
Le due versioni condividono quasi tutto, a parte piccole varianti: sospensioni anteriori non regolabili, ammortizzatore posteriore diverso e un solo freno a disco all'anteriore invece di due per la versione Sport, vernice anziché un nero opaco per la versione Supersport.
Il prezzo era la maggiore differenza: 2 milioni di Lire in meno per la versione Sport.

### Cilindrate e allestimenti seconda serie
- Sport 620 (2003-2006): cilindrata 618 cm³, 2 cilindri a L, 4 tempi, 61 cv a 8750 giri, raffreddamento ad aria, cambio a 5 marce, 181,8 kg (HF) o 182 kg (carena intera).
- Sport 750 (1999-2003): cilindrata 748 cm³, 2 cilindri a L, 4 tempi, 65 cv a 7800 giri, raffreddamento ad aria, cambio a 5 marce, 183 kg
- Super Sport 750 (1999-2003): cilindrata 748 cm³, 2 cilindri a L, 4 tempi, 65 cv a 7800 giri, raffreddamento ad aria, cambio a 5 marce, 183 kg
- Sport 800 (2003-2006): cilindrata 803 cm³, 2 cilindri a L, 4 tempi, 74,5 cv a 8250 giri, raffreddamento ad aria, cambio a 6 marce, 182,3 kg (HF) o 183 kg (carena intera).
- Super Sport 800 (2003-2006): cilindrata 803 cm³, 2 cilindri a L, 4 tempi, 74,5 cv a 8250 giri, raffreddamento ad aria, cambio a 6 marce, 183 kg (HF) o 184 kg (carena intera).
- Sport 900 (1998-2000): cilindrata 904 cm³, 2 cilindri a L, 4 tempi, 80 cv a 8000 giri, raffreddamento ad aria, cambio a 6 marce, 192 kg.
- Super Sport 900 (1998-2002): cilindrata 904 cm³, 2 cilindri a L, 4 tempi, 80 cv a 8000 giri, raffreddamento ad aria, cambio a 6 marce, 192 kg.
- Super Sport 1000 DS (2003-2006): cilindrata 992 cm³, 2 cilindri a L, 4 tempi, 85,5 cv a 7750 giri, doppia accensione, raffreddamento ad aria, cambio a 6 marce, 185,2 kg (HF) o 186 kg (carena intera).

Tutte le moto erano disponibili nella versione con carena intera e con mezza carena (HF).